# Baao
Baao ist eine philippinische Stadtgemeinde.

## Geographie

### Lage
Die Gemeinde liegt im südöstlichen Teil der Insel Luzon in der Bicol-Region der Provinz Camarines Sur, etwa 285 Kilometer südöstlich von Manila. In der Stadtgemeinde Baao leben 58.849 Einwohner (Stand 2015) auf 143,04 km². Die Gemeinde liegt an der wichtigen Nord-Süd-Verbindung, dem Maharlika Highway.
Sie grenzt im Norden an die Stadtgemeinden von Pili und Ocampo, im Süden an die Stadtgemeinde von Nabua, im Osten an die Stadtgemeinden von Iriga City und von Sagñay, und im Nordwesten an die Stadtgemeinde von Bula. Es wird Bikolano, Filipino/Tagalog und Englisch gesprochen.

### Stadtgliederung
Die Stadtgemeinde von Baao besteht aus 30 Barangays. Ein großer Teil der Bevölkerung lebt vom Reisanbau, es werden aber auch Zuckerrohr und Mais angebaut. Auf dem Gemeindegebiet liegt der flache Baao-See, der Teil des Wassereinzugsgebietes des Bicol-Flusses ist.
| Barangay                     | Einwohner | Haushalte |
| ---------------------------- | --------- | --------- |
| Agdangan Pob. (San Cayetano) | 3.417     | 620       |
| Antipolo                     | 582       | 96        |
| Bagumbayan                   | 1.572     | 306       |
| Buluang (San Antonio)        | 8.396     | 1.005     |
| Caranday (La Purisima)       | 882       | 157       |
| Cristo Rey                   | 293       | 57        |
| Del Pilar                    | 329       | 58        |
| Del Rosario                  | 984       | 193       |
| Iyagan                       | 1.029     | 201       |
| La Medalla                   | 1.808     | 355       |
| Lourdes                      | 426       | 82        |
| Nababarera                   | 296       | 65        |
| Pugay (San Rafael)           | 1.183     | 217       |
| Sagrada                      | 2.843     | 501       |
| Salvacion                    | 1.878     | 341       |
| San Francisco                | 2.450     | 373       |
| San Isidro                   | 2.791     | 510       |
| San Jose                     | 2.249     | 366       |
| San Juan                     | 2.225     | 418       |
| San Nicolas                  | 2.268     | 407       |
| San Rafael (Ikpan)           | 347       | 64        |
| San Ramon                    | 742       | 127       |
| San Roque                    | 1.165     | 223       |
| San Vicente                  | 3.176     | 599       |
| Santa Cruz                   | 2.314     | 412       |
| Santa Eulalia                | 497       | 79        |
| Santa Isabel                 | 436       | 85        |
| Santa Teresa (Viga)          | 335       | 69        |
| Santa Teresita (Tara-tara)   | 2.138     | 397       |
| Tapol                        | 642       | 133       |

## Persönlichkeiten

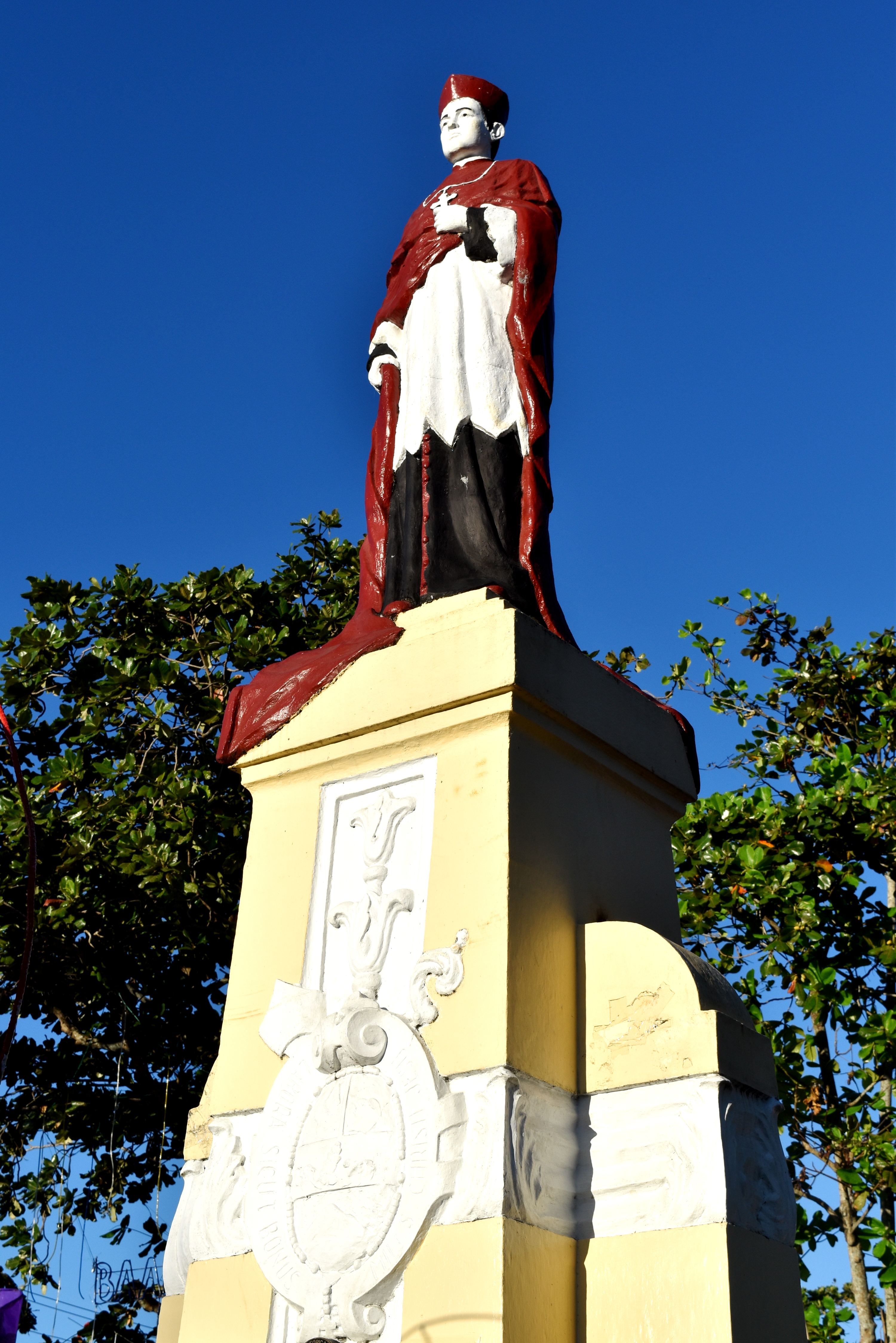
Denkmal von Bischofs Msgr. Jorge I. Barlin

Die Stadtgemeinde Baao ist der Geburtsort des ersten philippinischen Bischofs Msgr. Jorge I. Barlin.